# 28 ذو القعدة
- السبت
- الأحد
- الاثنين
- الثلاثاء
- الأربعاء
- الخميس
- الجمعة

- 2826 أبريل 2025
- 2927 أبريل 2025
- 3028 أبريل 2025
- 129 أبريل 2025
- 230 أبريل 2025
- 31 مايو 2025
- 42 مايو 2025
- 53 مايو 2025
- 64 مايو 2025
- 75 مايو 2025
- 86 مايو 2025
- 97 مايو 2025
- 108 مايو 2025
- 119 مايو 2025
- 1210 مايو 2025
- 1311 مايو 2025
- 1412 مايو 2025
- 1513 مايو 2025
- 1614 مايو 2025
- 1715 مايو 2025
- 1816 مايو 2025
- 1917 مايو 2025
- 2018 مايو 2025
- 2119 مايو 2025
- 2220 مايو 2025
- 2321 مايو 2025
- 2422 مايو 2025
- 2523 مايو 2025
- 2624 مايو 2025
- 2725 مايو 2025
- 2826 مايو 2025
- 2927 مايو 2025
- 128 مايو 2025
- 229 مايو 2025
- 330 مايو 2025

28 ذو القعدة أو 28 ذو القعدة الحرام أو يوم 28 \ 11 (اليوم الثامن والعشرون من الشهر الحادي عشر) هو اليوم الثالث والعشرون بعد الثلاثمائة (323) من أيَّام السنة (أو الرابع والعشرون بعد الثلاثمائة لو كان شهر رمضان مُتممًا لليوم الثلاثين أو الخامس والعشرون بعد الثلاثمائة لو أتم كلاً من صفر وربيع الآخر وجمادى الآخرة وشعبان ورمضان ثلاثين يوماً) وفق التقويم الهجري القمري (العربي). يبقى بعده 31 أو 32 يومًا لانتهاء السنة.

## أحداث
- 898هـ - نشوب معركة كربافا، حيث انتصر العثمانيون انتصارًا ساحقًا على الكروات.
- 939هـ - الدولة العثمانية تبرم معاهدة إستانبول مع الإمبراطورية الرومانية المقدسة، والتي تم بمقتضاها تثبيت الحدود بين الجانبين.
- 999هـ - الدولة العثمانية تعقد معاهدة مع بولونيا نصت على تبعية بولونيا (لتوانيا المعاصرة) للدولة العثمانية.
- 1286هـ - السلطان العثماني عبد العزيز الأول يصرح باستقلال الكنيسة البلغارية عن بطريركية القسطنطينية.
- 1397هـ - الرئيسي المصري محمد أنور السادات يعلن أمام مجلس الشعب أنه على استعداد لزيارة القدس والتحدث إلى الإسرائيليين في الكنيست، ولم تمض عشرة أيام على هذا الإعلان حتى توجه السادات للقدس وسط موجة من الغضب الشعبي والرسمي العربي، لتبدأ سلسلة من المفاوضات مع الإسرائيليين، انتهت بتوقيع اتفاقية كامب ديفيد، ومعاهدة السلام المصرية الإسرائيلية.
- 1402هـ - إعدام وزير الخارجية الإيراني الأسبق صادق قطب زاده بتهمة التآمر على الدولة.
- 1406هـ - الاتحاد السوفيتي يستأنف اتصالاته الدبلوماسية مع إسرائيل.
- 1425هـ - الحكومة السودانية والحركة الشعبية لتحرير السودان (متمردو الجنوب) يوقعون اتفاق سلام نهائي في العاصمة الكينية نيروبي، يفترض أن ينهي 21 عامًا من الحرب الأهلية في جنوب السودان.
- 1429هـ - وقوع سلسلة هجمات إرهابية في مدينة مومباي.
- 1431هـ - انفجار بركان جبل ميرابي في جاوة الوسطى بإندونيسيا، مما تسبب بمصرع أكثر من 150 شخص واضطر مئات آخرون إلى إخلاء منازلهم وقراهم وبلداتهم هربًا.
- 1436هـ -
  - حزب العمل الشعبي الحاكم في سنغافورة يفوز في الانتخابات التشريعيَّة، بقيادة لي هسين لونغ.
  - سقوط رافعة في الحرم المكي نتيجة العواصف الرعدية الشديدة التي ضربت مكة، والدفاع المدني السعودي يعلن مقتل 107 أشخاص وإصابة 238 آخرين نتيجة ذلك.
- 1437هـ -
  - عزل ديلما روسيف من رئاسة الجمهورية البرازيلية وتولي ميشال تامر خلفًا لها.
  - إعلان لجنة الانتخابات فوز علي بونغو أونديمبا بالإنتخابات الرئاسية للغابون.
- 1438هـ - السعودية تعلن البدء بِخصخصة 10 قطاعات اقتصاديَّة في الدولة من بينها قطاع الحج والعُمرة ضمن مخطط رُؤية 2030 الهادفة لتنويع الاقتصاد السعودي.
- 1440هـ - مجلس الوزراء السعودي يُقرّ تعديلات قانونيَّة قلصت بشكل كبير نظام الولاية على المرأة، حيث سمح لها باستخراج جواز سفر والسفر ما إن تبلغ سن 21 عامًا دون الحاجة لأذن من ولي للأمر.
- 1442هـ - تشكيل حكومة جديدة في الجزائر برئاسة أيمن بن عبد الرحمن وزير المالية السابق.

## مواليد
- 1347هـ - توفيق زياد، شاعر فلسطيني.
- 1365هـ - تانسو تشيلر، رئيسة وزراء تركيا.
- 1427هـ -
  - عبد الأمير الجمري، رجل دين بحريني.
  - عبير تنير، إذاعية عُمانية.
- 1431هـ - الطاهر شريعة، مخرج سينمائي تونسي.

## وفيات
- 360هـ - سليمان بن أحمد الطبراني، عالم محدث.
- 1356هـ - محمد حسين الكيشوان، فقيه مسلم وشاعر عراقي.
- 1361هـ - آقا ضياء الدين العراقي، فقيه شيعي إمامي.
- 1371هـ - سلطان إبراهيم الكليب، اقتصادي وسياسي كويتي.
- 1402هـ - صادق قطب زاده، وزير خارجية إيراني.
- 1435هـ - يوسف عيد، ممثل مصري.

## وصلات خارجية
- موقع قصة الإسلام: حدث في شهر ذو القعدة.